# Orde van de Vrijheid (Portugal)

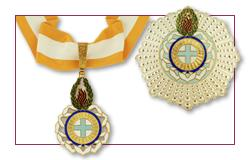
Orde van de Vrijheid

In 1976 heeft de Portugese regering een Orde van de Vrijheid (Portugees: Ordem da Liberdade) gesticht om daarmee de Anjerrevolutie te herdenken die een einde maakte aan meer dan veertig jaar fascistische dictatuur.
Het kleinood is een medaillon met een lichtblauw kruis en een gestileerde tulp.
Het lint van de orde is oranje-wit-oranje.
De keten van de orde is verleend aan een klein aantal staatshoofden en de secretaris-generaal van de Verenigde Naties. 
- Dr. Mário Soares, president van Portugal (29 augustus 1996)
- Kofi Annan, secretaris-generaal van de Verenigde Naties (11 oktober 2005)
- François Mitterrand, president van Frankrijk (28 oktober 1987)
- Z.M. Juan Carlos I van Spanje (13 oktober 1988)
- Václav Havel, president van Tsjecho-Slowakije (20 februari 1991)
- António Manuel Mascarenhas Gomes Monteiro, president van Kaapverdië (15 april 1992)
- Miguel Trovoado, president van Sao Tomé en Principe (23 december 1992)
- Patricio Aylwin, president van Chili (27 april 1993)
- Lech Wałęsa, president van Polen (18 augustus 1993)
- Fernando Henrique Cardoso, president van Brazilië (8 maart 1996)
- Luiz Inácio Lula da Silva, president van Brazilië (17 oktober 2003)